# فيليكس تيمرمانز
فيليكس تيمرمانز هو كاتب مسرحي ومصمم إنتاجي وكاتب ومؤلف ورسام وشاعر وسياسي بلجيكي، ولد في 5 يوليو 1886 في بلجيكا، وتوفي بنفس المكان في 24 يناير 1947.

## روابط خارجية
- فيليكس تيمرمانز على موقع IMDb (الإنجليزية)
- فيليكس تيمرمانز على موقع الموسوعة البريطانية (الإنجليزية)
- فيليكس تيمرمانز على موقع مونزينجر (الألمانية)
- فيليكس تيمرمانز على موقع ميوزك برينز (الإنجليزية)
- فيليكس تيمرمانز على موقع ميوزك برينز (الإنجليزية)